# Îles Cook aux Jeux olympiques d'été de 2012
Les Îles Cook participent aux Jeux olympiques d'été de 2012 à Londres. Il s'agit de leur 7e participation aux Jeux olympiques d'été. À ce jour, le pays n'a jamais obtenu de médaille olympique.
À compter du 31 mai, deux athlètes des Îles Cook s'étaient qualifiées pour ces Jeux : Ella Nicholas en canoë-kayak, et Patricia Taea au 100 mètres dames. En outre, le pays espérait voir qualifiés des athlètes en haltérophilie, et espérait que deux de ses nageurs seraient invités aux Jeux sans avoir été qualifiés, en vertu du principe d'universalité des Jeux olympiques.
Finalement, la délégation des îles Cook comprend huit athlètes, dans cinq disciplines sportives : natation, canoë-kayak, haltérophilie, athlétisme et voile,.

## Athlétisme
Légende
- Note : le rang attribué pour les courses correspond au classement de l'athlète dans sa série uniquement.
- Q = Qualifié pour le tour suivant
- q = Qualifié au temps pour le tour suivant (pour les courses) ou qualifié sans avoir atteint les minima requis (lors des concours)
- NR = Record national
- N/A = Tour non disputé pour cette épreuve

Hommes
| Athlète       | Épreuve | Séries   | Séries | Quarts de finale | Quarts de finale | Demi-finales | Demi-finales | Finale       | Finale       |
| Athlète       | Épreuve | Résultat | Rang   | Résultat         | Rang             | Résultat     | Rang         | Résultat     | Rang         |
| ------------- | ------- | -------- | ------ | ---------------- | ---------------- | ------------ | ------------ | ------------ | ------------ |
| Patrick Tuara | 100 m   | 11 s 72  | 8e     | Pas qualifié     | Pas qualifié     | Pas qualifié | Pas qualifié | Pas qualifié | Pas qualifié |

Femmes
| Athlète       | Épreuve | Séries   | Séries | Quarts de finale | Quarts de finale | Demi-finales  | Demi-finales  | Finale        | Finale        |
| Athlète       | Épreuve | Résultat | Rang   | Résultat         | Rang             | Résultat      | Rang          | Résultat      | Rang          |
| ------------- | ------- | -------- | ------ | ---------------- | ---------------- | ------------- | ------------- | ------------- | ------------- |
| Patricia Taea | 100 m   | 12 s 47  | 3e     | Pas qualifiée    | Pas qualifiée    | Pas qualifiée | Pas qualifiée | Pas qualifiée | Pas qualifiée |

## Canoë-kayak

### Course en ligne
| Athlète       | Compétition        | Éliminatoires  | Éliminatoires | Demi-finales | Demi-finales | Finale A     | Finale A     | Finale B     | Finale B     |
| Athlète       | Compétition        | Temps          | Rang          | Temps        | Rang         | Temps        | Rang         | Temps        | Rang         |
| ------------- | ------------------ | -------------- | ------------- | ------------ | ------------ | ------------ | ------------ | ------------ | ------------ |
| Joshua Utanga | K1 – 200 m hommes  | 38 s 966       | 6             | Pas qualifié | Pas qualifié | Pas qualifié | Pas qualifié | Pas qualifié | Pas qualifié |
| Joshua Utanga | K1 – 1000 m hommes | 4 min 32 s 064 | 8             | Pas qualifié | Pas qualifié | Pas qualifié | Pas qualifié | Pas qualifié | Pas qualifié |

### Slalom
| Athlète       | Compétition | Éliminatoires | Éliminatoires | Éliminatoires | Éliminatoires | Éliminatoires | Éliminatoires | Demi-finales  | Demi-finales  | Finale        | Finale        |
| Athlète       | Compétition | Course 1      | Rang          | Course 2      | Rang          | Total         | Rang          | Résultat      | Rang          | Résultat      | Rang          |
| ------------- | ----------- | ------------- | ------------- | ------------- | ------------- | ------------- | ------------- | ------------- | ------------- | ------------- | ------------- |
| Ella Nicholas | K1 femmes   | 118 s 69      | 15            | 118 s 29      | 16            | 118 s 29      | 18            | Pas qualifiée | Pas qualifiée | Pas qualifiée | Pas qualifiée |

## Haltérophilie
Hommes
| Athlète      | Compétition | Arraché  | Arraché | Épaulé-jeté | Épaulé-jeté | Total  | Rang |
| Athlète      | Compétition | Résultat | Rang    | Résultat    | Rang        | Total  | Rang |
| ------------ | ----------- | -------- | ------- | ----------- | ----------- | ------ | ---- |
| Luisa Peters | +75 kg      | 82 kg    | 13      | 100 kg      | 13          | 182 kg | 12   |

## Natation
Hommes
| Athlète       | Compétition     | Séries  | Séries | Demi-finales | Demi-finales | Finale       | Finale       |
| Athlète       | Compétition     | Temps   | Rang   | Temps        | Rang         | Temps        | Rang         |
| ------------- | --------------- | ------- | ------ | ------------ | ------------ | ------------ | ------------ |
| Zachary Payne | 50 m nage libre | 25 s 26 | 41     | Pas qualifié | Pas qualifié | Pas qualifié | Pas qualifié |

Femmes
| Athlète       | Compétition     | Séries  | Séries | Demi-finales  | Demi-finales  | Finale        | Finale        |
| Athlète       | Compétition     | Temps   | Rang   | Temps         | Rang          | Temps         | Rang          |
| ------------- | --------------- | ------- | ------ | ------------- | ------------- | ------------- | ------------- |
| Celeste Brown | 50 m nage libre | 29 s 36 | 54     | Pas qualifiée | Pas qualifiée | Pas qualifiée | Pas qualifiée |

## Voile
M* = Course aux médailles ; EL = Non qualifié
Femmes
| Athlète(s)      | Compétition  | Courses | Courses | Courses | Courses | Courses | Courses | Courses | Courses | Courses | Courses | Courses | Total net | Rang |
| Athlète(s)      | Compétition  | 1       | 2       | 3       | 4       | 5       | 6       | 7       | 8       | 9       | 10      | M*      | Total net | Rang |
| --------------- | ------------ | ------- | ------- | ------- | ------- | ------- | ------- | ------- | ------- | ------- | ------- | ------- | --------- | ---- |
| Helema Williams | Laser Radial | 41      | 40      | 39      | 40      | 40      | 28      | 39      | 39      | 34      | 40      | EL      | 339       | 41   |